# Аспарухово (Бургаська область)
Аспару́хово (болг. Аспарухово) — село в Бургаській області Болгарії. Входить до складу общини Карнобат.

## Населення
За даними перепису населення 2011 року у селі проживала 171 особа, з них 167 осіб (97,7%) — болгари.
Розподіл населення за віком у 2011 році:
Динаміка населення: